# Arne Linderholm
Arne Emanuel "Monka" Linderholm, född 22 februari 1916 i Östra Eneby församling, Norrköping, död 20 november 1986 i Norrköpings S:t Johannes församlingvar en svensk fotbollsspelare (centerhalv).
Linderholm kom 1934 till IK Sleipner och gjorde sin debut för klubben den 30 augusti 1936 mot Sandvikens IF. Han blev säsongen 1937/38 svensk mästare med Sleipner och spelade samtliga 22 matcher den säsongen. Han var uttagen i Sveriges trupp till VM 1938, och spelade där i bronsmatchen mot Brasilien när Sverige förlorade med 4–2. Under året 1938 (det enda år han var uttagen i landslaget) spelade han sammanlagt 5 landskamper (0 mål).
Civilt arbetade Linderholm som målare.